# Crush (cantante)
Crush, pseudonimo di Shin Hyo-seob (Seul, 3 maggio 1992), è un cantante sudcoreano.
Ha debuttato il 1º aprile 2014 con il singolo "Sometimes", e nello stesso anno pubblicando l'album Crush on You il 5 giugno 2014. 
Nove dei singoli di Crush hanno raggiunto le prime cinque posizioni nella classifica di Circle Chart, inclusi i singoli "Just", "Beautiful", "Don't Forget", "Bittersweet" and "Sleepness Night". 

## Discografia

### Album in studio
- 2014 – Crush on You
- 2019 – From Midnight to Sunrise

### EP
- 2016 – Interlude
- 2016 – Wonderlust
- 2018 – Wonderlost
- 2020 – With Her

### Singoli
- 2012 – Red Dress
- 2013 – Crush on You
- 2013 – Where Do You Wanna Go (con Gary e Taewan)
- 2014 – Sometimes
- 2014 – Hug Me (feat. Gaeko)
- 2014 – Sofa
- 2015 – Just (con Zion.T)
- 2015 – Oasis (feat. Zico)
- 2016 – Don't Forget (feat. Taeyeon)
- 2016 – 9 to 5 (feat. Gaeko)
- 2016 – woo ah
- 2016 – highfive (con Dynamic Duo, Primary, Boi B)
- 2016 – Skip (con Han Sang-won)
- 2017 – Summer Love
- 2017 – Outside (feat. Beenzino)
- 2017 – Don't Be Shy (feat. Sik-K)
- 2017 – Be By My Side
- 2018 – Bittersweet
- 2018 – Cereal (feat. Zico)
- 2018 – None
- 2018 – Lay Your Head on Me
- 2019 – Nappa
- 2019 – With You
- 2019 – Alone
- 2020 – Mayday (feat. Joy)
- 2020 – Ohio
- 2020 – Let Me Go (con Taeyeon)

## Riconoscimenti
Korean Music Awards
- 2015 – Best R&B & Soul Album

Mnet Asian Music Awards
- 2015 – Best Collaboration
- 2016 – Best Vocal Performance – Male Solo

Golden Disc Awards
- 2017 – Best R&B / Soul Award

Asian Artist Awards
- 2017 – Best Icon Award (Singer Category)

Soribada Best K-Music Awards
- 2018 – Best R&B